# Huda Nunu
Huda Ezra Nunu (hebrejsky הודא עזרא נונו‎; anglicky Houda Nonoo) je v současnosti bahrajnským velvyslancem ve Spojených státech amerických. Je první osobou židovského původu, která kdy v arabském světě zastávala tento post. Některá místní média kritizovala její jmenování, zpochybňovala totiž zda bude Žid schopen hájit odmítavé stanovisko bahrajnské vlády ohledně existence státu Izrael.
Před jejím uvedením do úřadu velvyslance působila jako prezidentka Bahrajnského sdružení pro ochranu lidských práv a po tři roky byla členkou bahrajnského parlamentu. Nunu patří do rodiny původem z Iráku, která se přistěhovala do Bahrajnu přibližně před sto lety. Není prvním člověkem z rodiny, který vstoupil do politiky – její bratranec Ebrahim Nunu byl roku 2000 také zvolen do parlamentu a pradědeček Abraham Nunu zase sloužil jako člen Manámského zastupitelstva.